# Schloss Lindich

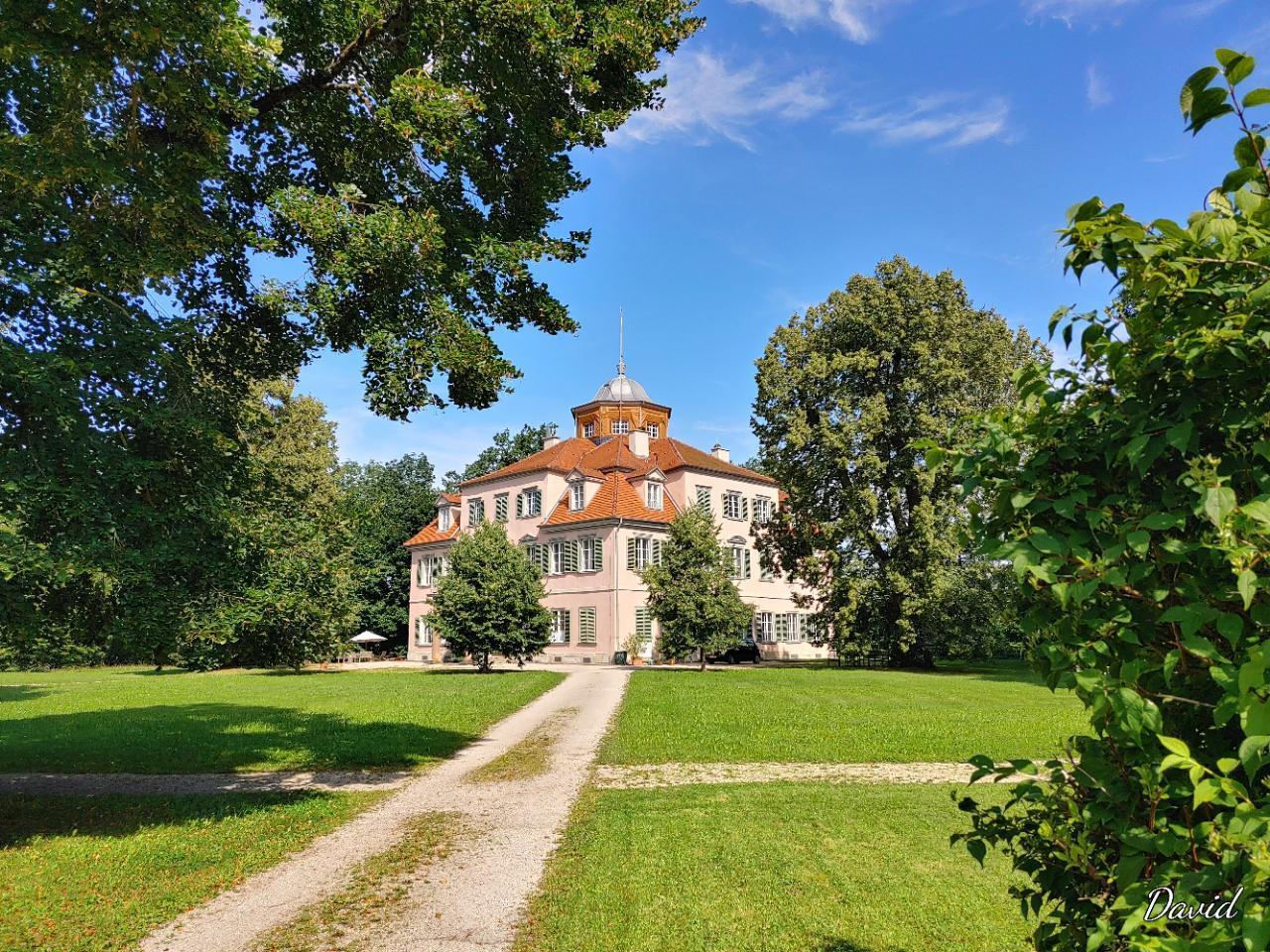
Schloss Lindich

Das Schloss Lindich liegt einige Kilometer westlich der Stadt Hechingen im Zollernalbkreis (Baden-Württemberg) und wurde von 1738 bis 1741 erbaut.

## Baugeschichte
Der Schlossbau wurde von Fürst Friedrich Ludwig beauftragt. Das Gebäude diente den Fürsten von Hohenzollern-Hechingen als Jagd- und Lustschloss, zeitweise auch als Residenz. Von hier aus genoss man schon immer einen herrlichen Ausblick auf die Zollernalb und besonders auf die Burg Hohenzollern.
Die Anordnung der Kavaliershäuschen soll drei Jahrzehnte später Herzog Carl Eugen von Württemberg als Vorbild beim Bau von Schloss Solitude gedient haben.
Fürstin Eugénie wohnte hier, bevor sie in die Villa Eugenia in Hechingen einziehen konnte. Berühmte Persönlichkeiten waren hier als Gäste der Hechinger Fürsten untergebracht: Kaiser Napoleon III., Ludwig Uhland, Hector Berlioz und Franz Liszt.
In der Zeit des Nationalsozialismus wurde Anfang Mai 1934 nach einer Renovierung der Räumlichkeiten auf Kosten der Stadt Hechingen eine SA-Sportschule eingerichtet, die Mitte 1935 wieder aufgelöst wurde.
In den Nachkriegsjahren bis in die 1980er-Jahre waren die einfachen Unterkünfte in den Kavaliershäusern vermietet. Teile der Anlage wurden vom Fürstlichen Forstamt (Wagenremise, Küchengebäude, Orangerie) und dem Reiterverein Hechingen (Pferdeställe) genutzt. Das Hauptgebäude stand nach dem Auszug des Fürstin-Eugénie-Instituts für Heilpflanzenforschung (siehe weiter unten) leer. 1984 hat eine 18-köpfige Erwerbergemeinschaft die barocke Schlossanlage von der Familie Hohenzollern-Sigmaringen erworben und 1987 in Wohneigentum nach dem Wohnungseigentumsgesetz (WEG) umgewandelt. In der Folge wurden das Hauptgebäude und die Kavaliershäuser nach und nach saniert; zuletzt die Fassade des Hauptgebäudes (2005). Die einstige Wagenremise, die außerhalb des Halbkreises steht, wurde nach 1987 ebenfalls in ein Wohngebäude umgenutzt.

## Gestaltung
Das Gebäude wurde im Stil des Rokoko errichtet. Der Grundriss des zweigeschossigen Baus ist quadratisch. Er wird von einem Mansarddach mit Laterne abgeschlossen, welche von einer Vase bekrönt ist.
Ein kleiner Portikus mit zwei Säulen ist der Hauptfront des Gebäudes vorgelagert. Die hohe Eingangshalle mit ihren Rundbögen und der großzügige Treppenaufgang dienten der Repräsentation. Gut erhalten sind die sorgfältig gearbeiteten Kassettenböden.

## Schlosspark

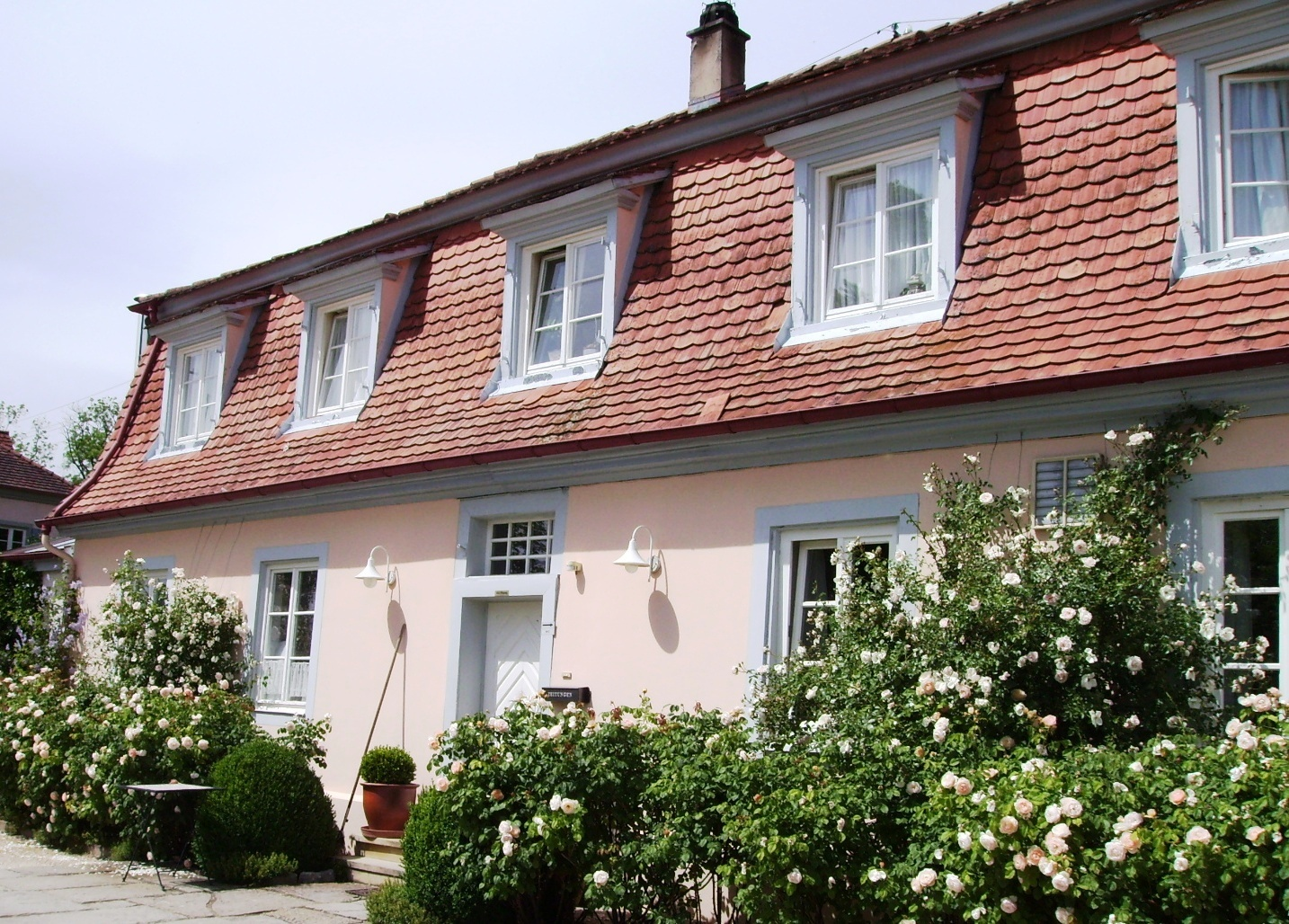
Umgebung: Kavaliershäuschen

Der Park orientierte sich sternförmig hin auf das Schloss. Die strahlenförmig auf das Gebäude zulaufenden Wege sind noch gut erkennbar.

## Umgebung
Sechs Kavaliershäuser, nämlich: eine Orangerie, zwei Wohnhäuser (eines davon heute Restaurant), zwei Pferdeställe (die zu Wohnhäusern umgebaut wurden) und das Küchengebäude mit Gewölbekeller (heute ebenfalls Wohnhaus) jeweils mit Mansarddächern wurden im Halbkreis um das Schloss angeordnet. Sie dienten der Aufnahme des Hofstaates. Hier fanden Angestellte des Hofes oder Kuriere ihren Platz.

## Fürstin-Eugénie-Institut für Heilpflanzenforschung
Der Pharmazeutische Botaniker Karl Hummel von der Universität Tübingen richtete mit Unterstützung des Landes und Angehörigen des Lehrkörpers der Universität 1946/1947 auf Schloss Lindich das universitätsunabhängige Fürstin-Eugénie-Institut für Heilpflanzenforschung der Gesellschaft für naturwissenschaftliche und christliche Bildung e. V. ein und leitete es bis 1976.S. 153
Das Institut diente als Forschungsstätte für Doktoranden und besaß einen großen Arzneipflanzengarten sowie mehrere pharmakognostische und wissenschaftsgeschichtliche Sammlungen. In den sogenannten Lindicher Gesprächen tauschten Geistes- und Naturwissenschaftler ihre Erfahrungen aus und gaben ihre Erkenntnisse weiter.S. 146

## Heutige Nutzung
Die Gebäude können nicht besichtigt werden, da sie bewohnt werden. Im Hauptgebäude befinden sich mehrere Wohnungen. Die in einem Halbkreis um das Hauptgebäude stehenden Kavaliershäuser – in einem befindet sich ein Restaurant – sind jeweils in sich abgeschlossene Eigentumswohnungen. Eine Besichtigung des Parks ist im Rahmen des „Tags des offenen Denkmals“ möglich.